# Slávek Král
Slávek Král (* 26. února 1987 Sušice) je český cestovatel, dobrodruh a bloger.

## Životopis
Cestování se věnuje již 9 let, navštívil všechny kontinenty s tím, že půl roku strávil v Turecku, jeden rok na Novém Zélandu a dvakrát stopem podnikl cestu kolem světa. Později strávil půl roku v Austrálii a na cestách strávil i půl roku po Africe a poslední cesta vedla stopem se psem do Ruska, Střední Asie a Íránu.
Na větší vzdálenosti se přepravuje nízkonákladovými leteckými společnostmi, na kratší vzdálenosti používá autostop, k ubytování převážně kempuje nebo dobrovolničí. Dle jeho slov je Svět bezpečné místo pro život a rozhodně to není takové, jako nám cpou v televizi. Nastopoval jsem přes 300 000 km v 87 zemích světa a 21 státech v USA a lidi mi pořád říkají že je to nebezpečný.
Přednáší cestovatelskou stand-up komedii, učí lidi jak cestovat bez peněz, jak si v zahraničí najít práci či jak zbytečně neutrácet. Pořádá cestovatelský festival "Travel Stand-Up Festival", má podcast "Cestování nové generace" a vydal knihy "Stopařův průvodce zeměkoulí" a "Stopem se psem: Do Japonska bez Japonska".